# 青い森鉄道
青い森鉄道株式会社（あおいもりてつどう）は、青森県青森市篠田1丁目に本社を置く、第三セクター方式の鉄道事業者である。

## 概要
2002年12月1日の東北新幹線盛岡 - 八戸間および2010年12月4日の同新幹線八戸 - 新青森開業に伴い並行在来線として東日本旅客鉄道（JR東日本）から経営分離されることとなった東北本線盛岡 - 青森間のうち、青森県内の部分を青い森鉄道線として運営する。なお、岩手県内の部分はIGRいわて銀河鉄道が運営する。
線路などの施設は青森県が第三種鉄道事業者として保有し、青い森鉄道は第二種鉄道事業者としてその線路を使用して鉄道事業を営む「上下分離方式」を日本の第三セクター鉄道で初めて採用した。
日本国有鉄道・JRから運営を引き継いだ第三セクター鉄道会社としては唯一、日本民営鉄道協会に加盟している。
開業当初は本社を八戸市に置いていたが、東北新幹線全線開業を控えた2010年10月7日に本社を青森市に移転した。
開業当時は赤字が予想されていたが、青森県と協力して利用者増加や収支改善に努めたことで、2017年度から2020年の新型コロナウイルス流行までの間、青森県に支払う線路使用料を満額支払った上での完全黒字化を達成している。
特に近年、駅数の多い青森市内区間を中心に、利用者が順調に増加している。2011年度は6,794人だった青森市内各駅の1日平均乗降客数合計値は、2017年度には11,654人へと、約72%増加した。これは、需要に即した増便や駅の新設・移設、駅近くへの県立高校の移転などを青森県と連携して行った結果であり、全国的に利用者減少に悩む路線が多い中でその経営手腕が注目されている。今後も、青森駅と筒井駅間にある青森操車場跡地の青い森セントラルパークには、新駅（2025年頃開業予定、予想1日平均乗車人員1,392人）及びアリーナ（2024年度完成予定）の設置が計画されており、更なる利用増加が期待されている。
かつては、青森県に支払う線路使用料で1年間で16億円程度の赤字が見込まれていたが、国の支援で青い森鉄道の負担額が1年間で約6億円になり、また経営状況に応じ減免措置を受けるなどして、2012年度は黒字に転じた。だが、青い森鉄道線を経由していた寝台特急「北斗星」が、2015年3月13日をもって定期運行が終了し、臨時列車としても同年8月22日で運行が終了。さらに2016年3月20日には臨時寝台特急「カシオペア」も運行が終了したため、運賃・特急料金収入が無くなり、経営が厳しくなることが予想されていた。しかし、2015年の北海道新幹線開業後は日本貨物鉄道（JR貨物）の青森地区での機関車交換に関連する業務の受託による収入が年間5、6億円程度発生したため、2017年度決算では線路使用料を満額支払った上で黒字を達成している。
2015年7月に公表した第14期事業報告の中では、収入増加に向けた取組みとして、寝台特急廃止などの経営環境の変化に対応するため、これまで以上に県や沿線自治体、さらには他の鉄道会社などとの連携を強化し、増収が見込まれる商品に特化して重点的な対策を講じるとした。2014年度からは青森県が企画した産直列車体験ツアー「あおてつマルシェ」を開催。2016年1月-2月には「星野リゾート 青森屋」宿泊者のみを対象に、青い森鉄道の車両を貸し切った列車「酒のあで雪見列車」が運行された。

## 沿革
- 1990年（平成2年）12月24日：整備新幹線着工等についての政府・与党申し合わせ。「建設着工区間の並行在来線は、新幹線開業時にJRから経営分離することを事前に確認する」ことが条件とされる[15]。
- 1991年（平成3年）7月9日：青森県知事が運輸省鉄道局長に対し、東日本旅客鉄道（JR東日本）東北本線のうち八戸駅までの経営分離に同意する旨を回答[15]。
- 1996年（平成8年）12月25日：建設着工する区間の並行在来線について、新幹線開業時にJR東日本から経営分離することで政府・与党合意[15]。
- 1998年（平成10年）1月14日：青森県が、八戸以北の沿線市町村との協議のうえ、東北本線 八戸駅 - 青森駅間の経営分離に同意する旨を回答[15]。
- 2001年（平成13年）
  - 5月25日：青森県並行在来線鉄道会社設立準備会開催。青い森鉄道株式会社の設立総会を開催し、役員等を選任[15]。
  - 5月30日：青い森鉄道株式会社設立（登記）[15]。
- 2002年（平成14年）
  - 4月：八戸新築社屋へ移転完了[16]。
  - 5月28日：同年3月18日に申請されていた、青い森鉄道線 目時駅 - 八戸駅間における青い森鉄道の第二種鉄道事業（旅客運送）および青森県の第三種鉄道事業を、国土交通省が許可[17][18]。
  - 11月：青い森鉄道利用促進協議会発足[16]。
  - 12月1日：青い森鉄道線 目時駅 - 八戸駅間 (25.9km) 開業[15][19]。
- 2007年（平成19年）
  - 6月：青い森鉄道開業準備協議会発足[16]
  - 12月：青い森鉄道開業準備協議会による経営計画素案決定[16]。
- 2010年（平成22年）
  - 2月19日：2009年（平成21年）11月25日に申請されていた[20]、青い森鉄道線 八戸駅 - 青森駅間における青い森鉄道の第二種鉄道事業（旅客運送）および青森県の第三種鉄道事業を、国土交通省が許可[21]。
  - 5月：青い森鉄道利用促進協議会解散。青い森鉄道線利活用推進協議会発足[16]。
  - 10月7日：青い森鉄道本社を八戸市から青森市に移転[3]。
  - 12月4日：青い森鉄道線 八戸駅 - 青森駅間 (96.0km) 開業[15]。
- 2011年（平成23年）
  - 3月12日：野内駅が移転[16]。
  - 6月：「青い森たびショップ三沢」開業[16]。
- 2012年（平成24年）
  - 4月：浅虫温泉駅に「モーリーズカフェ」開設[16]。
  - 7月：中期経営計画（平成27年度まで）策定。新造車両（2編成）導入決定[16]。
- 2013年（平成25年）4月：「青い森たびショップのへじ」開業[16]。
- 2014年（平成26年）3月15日：青い森703系営業運転開始。筒井駅開業[16][22][23]。
- 2017年（平成29年）
  - 2月28日：12時をもって、八戸以南の終日無人駅での自動券売機の営業を終了[24]。
  - 3月4日：有人駅での窓口営業時間を見直し、三沢を除く主要駅では営業時間が若干拡大したが、他の駅では大幅な短縮を実施[25]。
  - 3月30日：ホームページにてリアルタイム列車運行情報の提供を開始[26]。
- 2018年（平成30年）3月17日：青森駅と三沢駅における営業時間の若干の短縮を実施[27]。
- 2019年（令和元年）7月22日：台湾・台湾鉄路管理局（台鉄）の縦貫線（台中 - 高雄間）と姉妹路線協定[28]。
- 2021年（令和3年）3月31日：この日をもって、北高岩・諏訪ノ平・目時の各駅における冬期間のストーブの設置が終了[29]。
- 2022年（令和4年）3月11日：この日をもって、三戸・剣吉の各駅での窓口営業が終了。駅係員が終日不在となる。
- 2023年（令和5年）3月17日：この日をもって、乙供・上北町・下田での窓口営業が終了し、無人化[30][注釈 1]。

## 組織
青い森鉄道 会社概要・決算公告による。

### 本社組織
- 経営戦略部
- 営業部
  - 営業課
  - 事業推進課
- 安全対策部
- 総務部
  - 総務課
  - 財務課
- 運輸部
  - 運輸課
  - 指令室
- 設備部
  - 設備課

### 現業機関
- 駅（27駅：共同駅3駅､有人駅3駅､無人駅21駅）
- 運輸管理所
  - 八戸派出
- 設備管理所
  - 八戸派出
  - 八戸信号扱所

## 路線
- 青い森鉄道線 : 目時駅 - 青森駅 (121.9km)

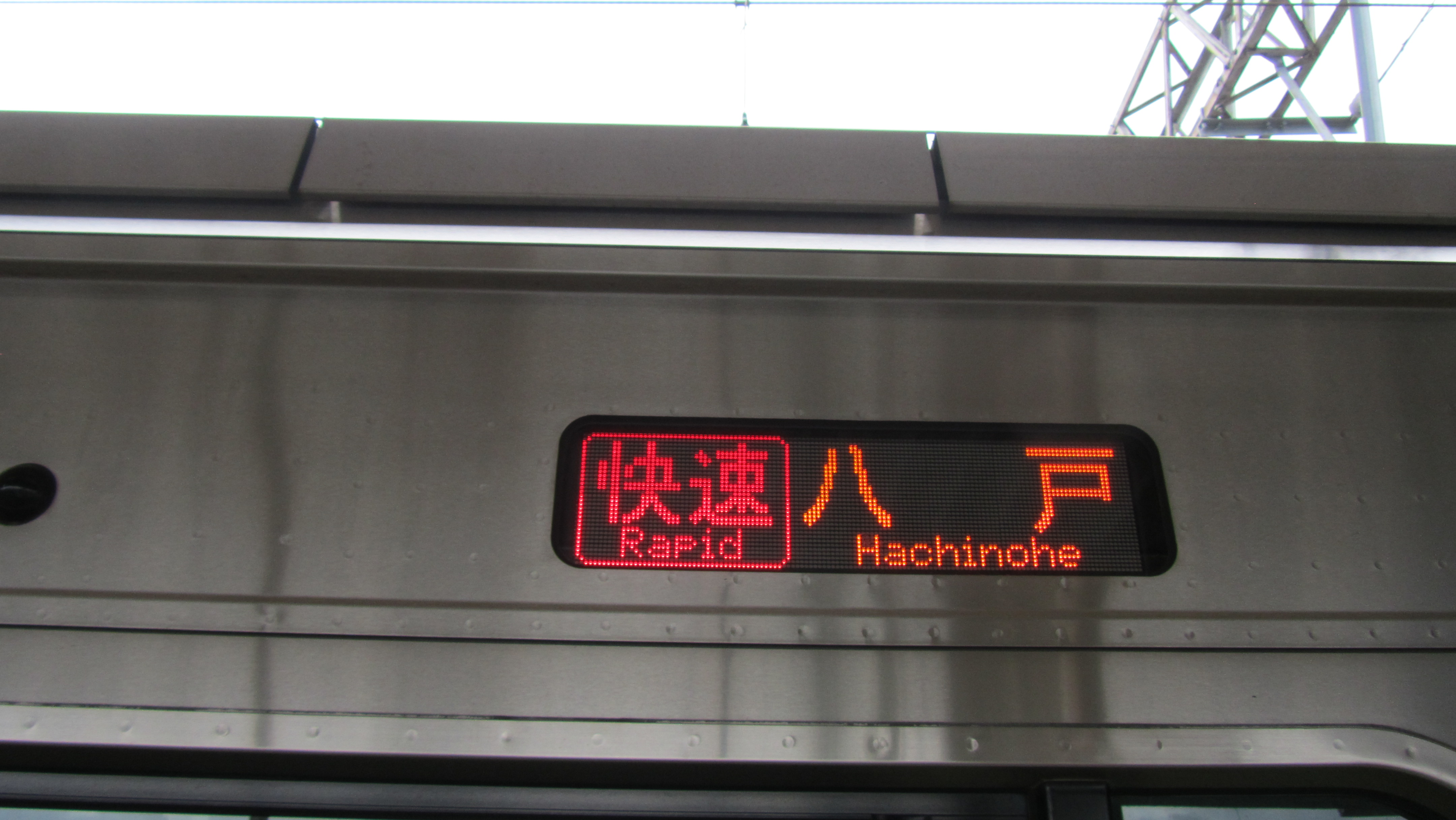
703系の快速運転時の方向幕。(2015年10月3日)

運行開始当初、列車の運行管理や指令業務などはすべてIGRいわて銀河鉄道へ委託していたが、青い森鉄道区間の運行管理と指令業務については、2010年7月3日にIGRいわて銀河鉄道の「ぎんが指令」からJR東日本盛岡指令青森分室に移管となり（青森分室は目時 - 青森間を担当）、2010年12月4日に青森分室は青い森鉄道に移管され、青い森鉄道区間の運行管理と指令業務については、「青い森指令」が行っている。
乗務員については、盛岡 - 八戸間の直通列車を青い森鉄道とIGRいわて銀河鉄道で分担して担当している。両社とも会社分界点である目時駅での乗務員交代は行わず、同区間において通し乗務を行う。三戸 - 青森間の自社完結列車については青い森鉄道の乗務員が乗務する。なお、気動車列車などJR東日本より乗り入れる列車はJR東日本の乗務員が担当する。貨物列車はJR貨物の乗務員が担当する。
青い森鉄道線には、現在でも東北本線の時代と変わらず比較的多くの貨物列車が走行している。旅客列車については青い森鉄道への移管にあたって昼行特急列車が廃止されたが、快速・普通列車は引き続き運転されている。寝台特急については、移管後も運転されていたが北海道新幹線開業前に廃止された。

## 車両
車両は、すべてJR東日本の701系およびE721系と同等の仕様の新製車もしくはJR東日本からの譲受車である。
- 青い森701系 - 2両編成9本の計18両が在籍する[31] 。 
  - 青い森701-101+青い森700-101 : 2002年の青い森鉄道開業時に新製した車両。JR東日本701系1500番台に準じるが、車内はセミクロスシート。
  - 青い森701-1+青い森700-1 : 青い森鉄道開業時にJR東日本より701系1000番台を譲り受けて塗装を変更し、車内案内表示器を設置した車両。車内はロングシート。
  - 上記以外の2両編成7本計14両（2 - 8）は、2010年12月の青森駅までの延伸時に、JR東日本から譲り受けた車両（701系1000番台）。
- 青い森703系 - 2013年製。2両編成2本（11, 12）の計4両が在籍する[31]。JR東日本E721系0番台に準ずる仕様であるが、前照灯の光源、ワンマン運転用装備の追加、外装色などの相違がある。

2010年9月2日から従来の編成が新デザインとなり、JR東日本から譲渡された7編成も2011年春頃から青い森鉄道の新デザインに変更された。
JR時代は4両編成で運転されることもあったが、移管後は全列車ワンマン運転が行われており車掌要員の配置が無く（3両以上で運転する際は車掌乗務が必須となる）、また車両の在籍数が運用上いっぱいで余裕の無い状態のため、4両での運転はできない。
2010年12月3日まで車両の管理はIGRいわて銀河鉄道に委託し、同社の運輸管理所に常駐し共通運用されていたが、同日を以て委託を解消し翌12月4日からは自社の運輸管理所（旧JR東日本青森車両センター東派出所）所属となっている。
2014年3月15日の筒井駅開業に合わせたダイヤ改正での列車増発に合わせてJR東日本のE721系をベースにした青い森703系車両が2編成導入され、同日より営業運転を開始した。

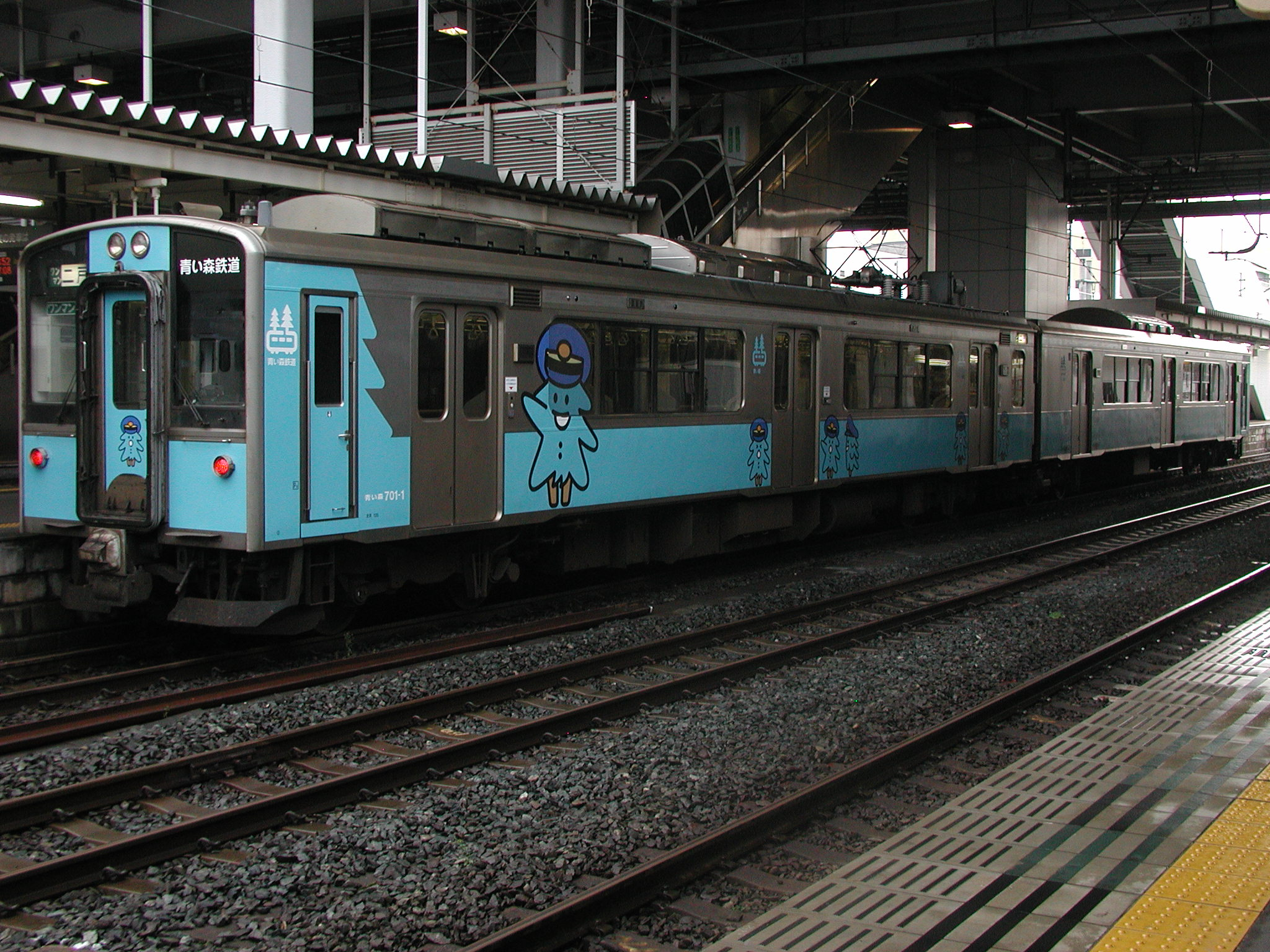
青い森701系 新デザイン車（八戸駅にて）
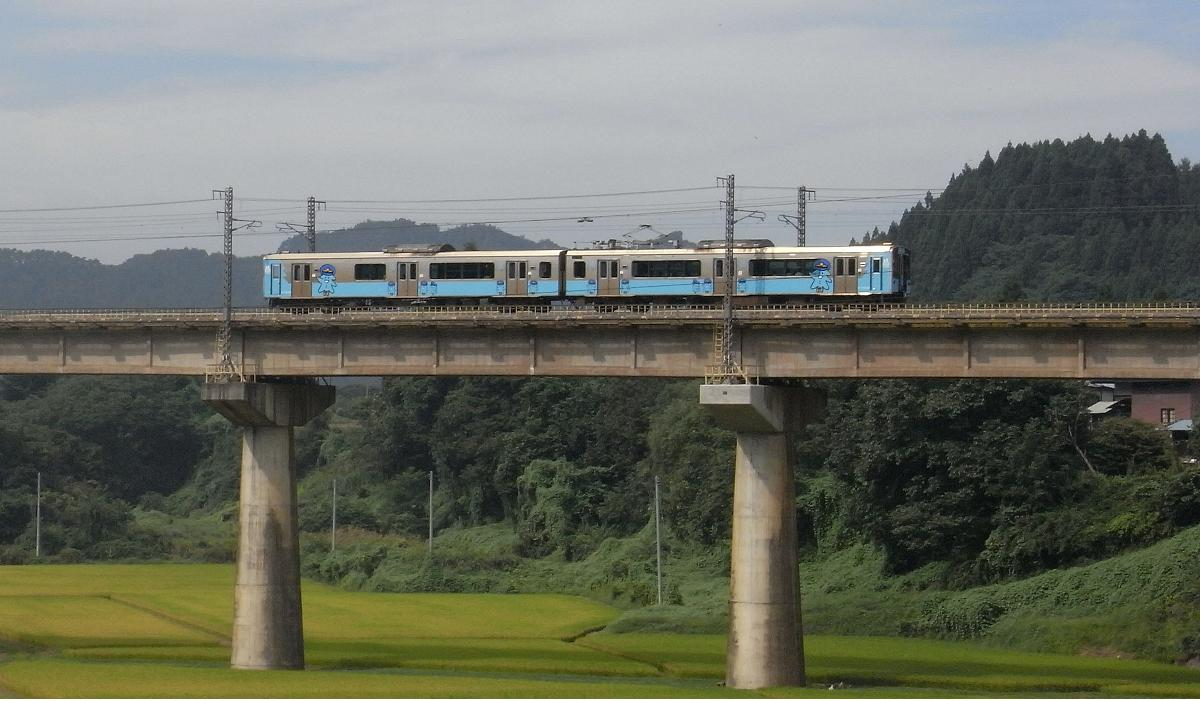
新デザイン列車「青い森701-101+青い森700-101」（目時駅にて）

## ロゴマーク・イメージキャラクター

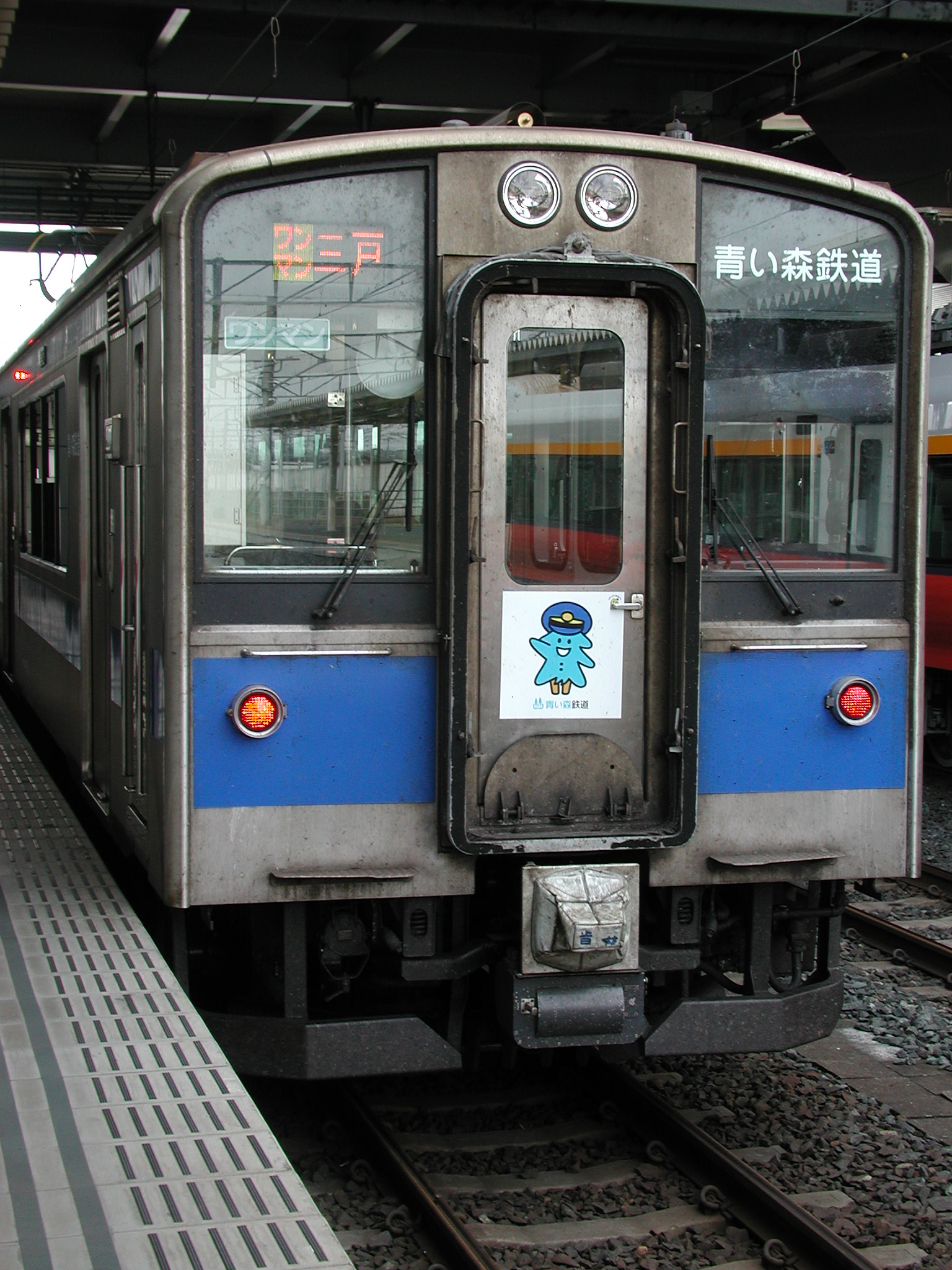
鉄道の日を記念し、期間限定でモーリーのヘッドマークを掲げられた青い森701系電車（八戸駅にて）

青い森鉄道は、これまでロゴマークなどを採用していなかったが、青森延伸による全線開業を控え、2009年2月から3月にかけてロゴマークとイメージキャラクターの募集を実施し、ロゴマーク部門は約2,400件・イメージキャラクター部門は約1,300件の応募があった。その後、審査を行った上で青森県在住者による人気投票を実施し、同年7月7日にロゴマークとイメージキャラクターが決定した。
ロゴマーク部門では電車と樹木をモチーフにしたデザインで、また、イメージキャラクター部門では緑の森の中で突然生まれた青色の木をイメージとしたデザインとなっており、キャラクターの名称を「モーリー」と命名した。
なお、モーリーは俳優の火野正平が愛好しており、NHKの『にっぽん縦断 こころ旅』ではモーリーを自転車につけて旅をしていた。
- ロゴマーク＆イメージキャラクター

## 運賃
大人普通旅客運賃（小児は半額・10円未満切り上げ）。2019年10月1日改定。
| キロ程        | 運賃（円） | キロ程    | 運賃（円） |
| ------------- | ---------- | --------- | ---------- |
| 初乗り1 - 3km | 200        | 41 - 45   | 1,050      |
| 4 - 6         | 260        | 46 - 50   | 1,170      |
| 7 - 10        | 270        | 51 - 60   | 1,360      |
| 11 - 15       | 330        | 61 - 70   | 1,590      |
| 16 - 20       | 460        | 71 - 80   | 1,830      |
| 21 - 25       | 580        | 81 - 90   | 2,080      |
| 26 - 30       | 690        | 91 - 100  | 2,320      |
| 31 - 35       | 810        | 101 - 120 | 2,710      |
| 36 - 40       | 930        | 121 - 122 | 3,170      |

- キロ程の端数は切り上げる。
- 片道100kmを超える普通乗車券は2日有効・途中下車可能となる。それ以下の場合は1日有効・途中下車不可[37]。
- 中学生以上の学生については、片道101km以上で「学校学生生徒旅客運賃割引証」を提示した場合に限り、学生割引（通信教育を行う高等学校は5割引き、放送大学は2割引き）が適用となる[38]。
- 身体障害者割引・知的障害者割引・精神障害者割引がある。青い森鉄道では距離に関係なく適用され半額となる。
- 青い森鉄道線のワンマン列車には整理券発行機が設置されている。
- 三戸・剣吉・八戸・陸奥市川・三沢・野辺地・小湊・浅虫温泉 - 青森間各駅（無人駅含む）に自動券売機、八戸・三沢・野辺地・小湊・浅虫温泉・青森の各駅に窓口が設置されている。また、回数券・定期券の購入時にクレジットカードが使用できる[30]。なお、三戸・剣吉の各駅から八戸駅の青い森鉄道窓口での乗車券購入をする場合は無賃で列車に乗車することができる。
- いわて銀河鉄道線各駅への連絡乗車券は八戸駅以南の各駅に限り購入できる。陸奥市川以北の各駅からは目時までの乗車券を購入して下車駅で目時からの運賃精算となる。
- 交通系ICカード（SuicaやPASMOなど）は利用できない[注釈 2]。

### 乗継割引
下記の区間では乗継割引運賃が適用される。大人運賃を記す。小児運賃は2社の乗継割引運賃（JR線は基本運賃）の半額の合計となるが、各社ごとに10円未満の切り上げ（JR線は切り捨て）の処理が行われるため下表から正確には計算できない。詳細は青い森鉄道利用者説明会資料 (PDF) を参照されたい。
| 斗米 | 金田一温泉 |          |
| ---- | ---------- | -------- |
| 470  | 370        | 三戸     |
| 480  | 380        | 諏訪ノ平 |

| 苫米地 | 北高岩 | 陸奥市川 | 下田 |        |
| ------ | ------ | -------- | ---- | ------ |
| 400    | 390    | 400      | 450  | 長苗代 |
| 400    | 390    | 400      | 450  | 本八戸 |

| 乙供 | 千曳 | 狩場沢 | 清水川 |          |
| ---- | ---- | ------ | ------ | -------- |
| 410  | 360  | 360    | 410    | 北野辺地 |
| 470  | 420  | 420    | 470    | 有戸     |

| 矢田前 | 小柳 | 東青森 | 筒井 |          |
| ------ | ---- | ------ | ---- | -------- |
| 400    | 400  | 390    | 390  | 新青森   |
| 400    | 400  | 390    | 390  | 津軽新城 |
| 400    | 400  | 390    | 390  | 油川     |
| 420    | 420  | 410    | 410  | 津軽宮田 |

### JRとの連絡に関する制度
- 八戸駅・野辺地駅・青森駅はJR線の通過連絡運輸の対象となっている。また目時駅からいわて銀河鉄道線を経て好摩駅および盛岡駅接続の通過連絡運輸も設定されている。なお、2016年3月改正で通過連絡運輸の範囲が縮小されている（それ以前はJR6社すべてが通過連絡運輸の範囲であった）。
- 寝台特急「北斗星」や「カシオペア」などを利用する場合には、特急料金として760円（2014年4月1日現在）が必要であった。なお八戸駅 - 青森駅間が青い森鉄道に移管される前の、目時駅 - 八戸駅間の特急料金は250円であった。
- JRが2010年冬以降に発売する青春18きっぷ・フルムーン夫婦グリーンパスは、青い森鉄道線においては、八戸駅 - 青森駅間において両駅および野辺地駅以外で途中下車しない場合（通過利用）に限り利用できる。なお、八戸以南の区間といわて銀河鉄道線では利用できない。
- 青い森鉄道線といわて銀河鉄道線では、JR発売の北海道&東日本パスが利用可能である。過去には北東北フリーきっぷやスリーデーパスが利用できた。
- JR時代には東北本線「青森 - 八戸」間のみフリーエリアだった小さな旅ホリデー・パス（あおもりフリーエリア）が、2010年12月4日利用分から「青森 - 目時」間の青い森鉄道線全線で利用可能となった。

## 割引・企画乗車券
- 回数券
  - 購入から3か月間有効。11枚綴りで青い森鉄道線内の大人または小児の普通運賃の10倍の価格。大人用1枚で小児2人での乗車が可能。
- 団体割引
  - 8人以上で同一行動をする場合に購入可能。公式サイトでも申込書を提供している。
    - 普通団体：2割引
    - 学生団体（大人）：5割引
    - 学生団体（児童・幼児）：3割引
    - 教員・付添人：3割引（人数の制限なし）
- 学期定期券
  - 学期の始めから終わりまでを有効期間とする定期券。通常の通学定期に比べ最大で約6,000円安く購入が可能。
- 持参人式定期券（通勤定期券のみ）
- 片道定期券（通学定期券のみ）
  - 青い森鉄道線区内完結が条件で発売される定期券。一方向のみの利用が限定で、運賃は普通定期乗車券の半額。
- シニア寿定期乗車券
  - 満61歳以上の人を対象に発売する定期券。通常の定期券運賃より7割前後割引となる。ただし、購入時は年齢を証明する公的書類（運転免許証や健康保険証など）の提示が必要。
- 青い森ワンデーパス
  - 土休日とゴールデンウィーク・夏休み・年末年始に青い森鉄道線全線が利用できる一日乗車券[40]。
  - これまで発売されていた「青い森ホリデーフリーきっぷ」と「中学生・高校生専用 学トクホリデーフリーきっぷ」を統合し、2018年4月7日から発売開始した。利用条件は「青い森ホリデーフリーきっぷ」と「中学生・高校生専用 学トクホリデーフリーきっぷ」と同じだが、中高生用については値上げされた。また、中高生用のきっぷはこれまで駅窓口でしか販売しなかったのが、「青い森ホリデーフリーきっぷ」と同様、日本全国のコンビニ[注釈 3]に設置されている「マルチメディア端末」でも購入可能になった。なお、中高生用の駅窓口での本乗車券購入時及び利用時は前身の乗車券と同様、「生徒手帳」・「学生証」など学校に在学している証明書や「健康保険証」など公的機関が発行する書類の提示・携帯が必要となる[注釈 4][40]。また、前身の乗車券と同様、8月1日から7日までは利用できない（2020年[41]と青森ねぶた祭りが中止となった2021年を除く）。なお、青い森鉄道沿線以外のコンビニで購入した場合、青い森鉄道線の駅までの運賃等が別途必要。
- ラビナお買い物きっぷ
  - 青い森鉄道線各駅から青森駅までの往復乗車券（青森駅発のきっぷもあり）とラビナ、A-FACTORY、あおもり旬味館（一部利用不可の店舗・商品あり）で利用可能な2000円分相当のお買物券が付いたきっぷ。なお、あおもり旬味館がある新青森駅までのJR奥羽本線およびバス運賃・料金等は別途必要。「青い森ホリデーフリーきっぷ」と同様、発売期間が2014年度以降も延長された[42][43]。ただし、12月24日から翌年1月3日は利用できない[注釈 5]。
- あさむし水族館きっぷ[44][45]
  - 発駅から浅虫温泉駅までの乗車券とあさむし水族館の入場引換券がセットになったきっぷ。本きっぷには、青い森鉄道線一日乗車券がセットになったフリータイプと青森駅発着の往復タイプがある。発売箇所は、フリータイプが青い森鉄道駅窓口、往復タイプが青森駅の青い森鉄道窓口。発売期間は、往復タイプは通年、フリータイプは青い森ワンデーパスに準じる。なお、往復タイプで、青森駅でJR線からの乗り換えおよび無人駅である筒井 - 野内間から利用する場合は、浅虫温泉駅で購入することになる。ただし、浅虫温泉駅営業時間内のみの発売となり、筒井 - 野内間から利用する場合も青森駅からの発売額と同じである（後者のケースは「浅虫温泉あさ風呂きっぷ」とは異なる）。
- 青森・苫小牧てつなかきっぷ[46][47]
  - 青森駅・野辺地駅・三沢駅 - 八戸駅間の青い森鉄道線乗車券と八戸港 - 苫小牧港間のシルバーフェリーの2等乗船券がセットになった片道きっぷ。2017年10月1日から発売・利用開始。なお、八戸駅 - 八戸港間の路線バス等の運賃・料金は含まれていない。発売箇所は、青森駅（東口）・野辺地駅・三沢駅・苫小牧港フェリーターミナルのシルバーフェリー窓口。青い森鉄道の駅では利用日の1か月前から発売するが、苫小牧のシルバーフェリー窓口では利用当日のみ発売する[注釈 6]。
- 海峡ゆったどきっぷ[48]
  - 八戸駅・三沢駅・野辺地駅・浅虫温泉駅から青森駅までの青い森鉄道線乗車券と津軽海峡フェリー乗船券がセットになったきっぷ。2018年4月10日から発売・利用開始。なお、青森駅 - 青森港フェリー埠頭間の路線バスなどの運賃・料金は含まれていない。また、「青森・苫小牧てつなかきっぷ」同様、青い森鉄道の駅からは利用日の1か月前から発売するが、函館の津軽海峡フェリー窓口では利用当日のみの発売となる。
    - 「青森・苫小牧てつなかきっぷ」・「海峡ゆったどきっぷ」とも、フェリーへの乗船は事前に運航会社へ予約が必要。
- 青森・野内間おでかけワンコインパス[49]
  - 2024年11月1日から発売・利用開始の乗車券。青森駅 - 野内駅間が乗り放題となる。なお、平日と土休日で、利用条件が異なり、平日は青森駅発始発から9時までの列車は利用不可だが、土休日は終日利用可能。
  - 発売は、青森駅青い森鉄道窓口で紙式乗車券が発売されるほか、モバイルチケットとして、「RYDE PASS」と「JORDANMOBILETICKET」でも発売される。

### 不定期発売
- 青森 - 盛岡間の企画乗車券
  - IGR・青い森鉄道フリーきっぷ
    - 2014年12月5日から2015年1月4日まで期間中の土日祝日（12月27日と12月28日は除き、1月2日金曜日は適用）と2015年7月から2016年3月までの特定の週末で、最大2日間有効な「IGR・青い森鉄道フリーきっぷ」が発売された[50][51]。

  - もりもりフリーパス[52][53][54]
    - 青い森鉄道線といわて銀河鉄道線が乗り放題の乗車券。2日間有効。

  - 盛岡割引きっぷ
    - 青森駅から盛岡駅までの上り列車が利用できるきっぷ。1日間有効で、途中下車は可能だが、下り列車（逆方向の列車）は利用できない。
      - 発売期間と利用期間は、2024年度は2024年7月13日から2025年1月31日（「もりもりフリーパス」の発売は1月30日）、2025年度は2025年6月1日から2026年2月28日（「もりもりフリーパス」の発売は2月27日）まで。
      - 発売個所は、紙式タイプで「もりもりフリーパス」が青い森鉄道の有人駅、「盛岡割引きっぷ」が青森 - 三沢間の有人駅。両きっぷとも、「RYDE PASS」でデジタルチケットを発売。

### 発売終了
- 青い森休日フリーパス[55]
  - 2011年のゴールデンウィークから2012年3月末までの土休日に青い森鉄道線全線乗り放題のきっぷ。有人駅の窓口でのみ発売。2012年度からは「青い森ホリデーフリーきっぷ」に名称を変更。
- 青い森ホリデーフリーきっぷ
  - 2012年度から2018年4月1日まで土休日に青い森鉄道線全線乗り放題のきっぷ。発売・利用条件は、2011年度に発売された「青い森休日フリーパス」と同じ。2013年度以降も発売され、同年度から夏休み期間中（7月20日-8月31日[注釈 7]）は毎日利用できるようになった[56][43]。ただし、8月1日 - 7日（浅虫花火大会開催日と青森ねぶた祭期間中）は、利用適用除外日となる[注釈 8]。
  - 2014年9月29日からは、これまでの青い森鉄道の有人駅窓口のみだった発売窓口が、日本全国の「マルチメディア端末」が設置されているコンビニでも発券が可能[59]となった。コンビニで発券した場合の払い戻しは、窓口発売での場合と異なり発売元の「i.JTB HTA販売センター」で取り扱うほか、払い戻し手数料も駅窓口で購入した場合とコンビニで発券した場合で異なる。また、青い森鉄道線で工事が行われ、区間運休が発生する日のきっぷは、コンビニでの発券は行わず、青い森鉄道の駅窓口でのみ発売する。なお、中高生は後述の利用条件がほぼ同じ「中学生・高校生専用 学トクホリデーフリーきっぷ」が利用できた[注釈 9]。「青い森ワンデーパス」への統合により発売終了。
- 中学生割り・中学生ホリデーフリーきっぷ
  - 学校の長期学休期間（夏休み・冬休み・春休み）に中学生のみ適用されるきっぷ。ただし、先述の青い森ホリデーきっぷと同様に、8月1日から7日は、適用除外日となる。利用する場合は、有人駅の窓口で「生徒手帳」などの中学校に在学している証明書の提示が必要なほか、列車利用時は携帯しなければならない。なお、IGRいわて銀河鉄道でも同種のきっぷを発売しているが、青い森鉄道線といわて銀河鉄道線に跨る乗車券の発売は行っていない。また、後述の青い森鉄道とIGRいわて銀河鉄道が乗り放題の「IGR・青い森鉄道フリーきっぷ」は、中学生もこども（小学生）と同額で購入可能。ただし、この場合も、購入時は有人駅窓口で「生徒手帳」の提示が必要。
  - 2013年度夏期からは「中学生割り」の発売はなく、代わって夏休み期間[注釈 10]の毎日（前記の除外期間以外）と9月の土休日に利用できる「中学生ホリデーフリーきっぷ」が発売された[60]。同年度の冬休み期間・春休み期間にも発売される[61]。なお、「中学生・高校生専用 学トクホリデーフリーきっぷ」移行に伴い、2015年春休みをもって、発売を終了した。
- 中学生・高校生専用 学トクホリデーフリーきっぷ
  - 2015年7月16日から2018年4月1日まで発売されていたきっぷで、2015年春休みまで発売されていた中学生のみ対象の「中学生割り・中学生ホリデーフリーきっぷ」を高校生まで対象を拡大したきっぷ。利用条件は「中学生割り・中学生ホリデーフリーきっぷ」と同じだが、利用可能日が若干変更された[注釈 11][62]。発売額は、「青い森ホリデーフリーきっぷ」のこども用と同額。また、購入時は「生徒手帳」「学生証」の提示が必須のほか、利用時も携帯しなければならない。「青い森ワンデーパス」への統合により発売終了。
- 連絡ミニ回数券
  - 購入から3か月間有効。6枚綴り。設定区間は本八戸 - 北高岩2,100円、本八戸 - 苫米地2,160円。
- 浅虫温泉あさ風呂きっぷ
  - 青森駅 - 野内駅間から浅虫温泉駅までの往復乗車券と浅虫温泉駅前にある南部屋海扇閣での入浴（タオル付き）と朝食バイキングチケットがセットになったきっぷ[63]。2014年9月に初めて発売[64]。2023年12月で発売を終了した[65]。なお、前売りは行っておらず、利用当日に青森駅の東口にある青い森鉄道窓口で購入するか、青森駅でJR奥羽本線や津軽線から改札を出ず乗り換える場合および無人駅である筒井駅 - 野内駅から利用する場合は、列車下車時に浅虫温泉駅出札口で購入する。ただし、JR線からの乗り換えおよび筒井 - 野内間から利用する場合は、浅虫温泉駅の営業時間前である6時30分までに到着する電車は利用できない。また、南部屋海扇閣での朝食バイキングは会場に7時から8時30分の間に入場[注釈 12]しなければならず、温泉の利用も10時までとなる。なお、南部屋海扇閣でも入浴（タオル付き）と朝食バイキングチケットがセットになった「あさ風呂きっぷ」（1500円）を発売しており、これを買えば乗車券は別途必要としたが浅虫温泉駅に6時30分前に到着する上り電車利用者及び浅虫温泉以東の区間から乗車する場合も実質利用可能であった。なお、1月1日と2日は利用できないほか、南部屋海扇閣の都合により利用できない日もあるので、利用前に青い森鉄道への問い合わせや同社ホームページでの確認を必要とした。

### 提携施設
青い森ワンデーパス（コンビニ券含む）を当日中に提携施設において提示するだけで、割引などのサービスを受けることができる。
- 提携施設一覧 (PDF)

## 東北新幹線新青森開業による変更
2010年12月4日の東北新幹線八戸 - 新青森間開業時に、並行在来線である東北本線八戸 - 青森間もJR東日本から青い森鉄道に経営分離されたが、同区間の経営分離に関して以下の処遇がなされている。

### 運賃
2010年5月31日に東北運輸局から認可され、12月4日から実施された新運賃は、八戸 - 青森間については従来のJR運賃から1.37倍（10円未満四捨五入）に、1か月通勤定期運賃については同1.65倍（10円未満切り上げ）に、それぞれ値上げされた。ただし通学定期運賃については据え置かれた。同時に（12月4日から）目時 - 八戸間の通学定期もJR運賃と同額に値下げされた。
なお、各駅間の普通運賃・定期運賃については青い森鉄道のサイトで公開されている。

### 大湊線と八戸線の扱い
同区間の青い森鉄道への移管によって、大湊線はJR東日本の他の路線とは接続しない路線になり、八戸線はJR東日本の他の在来線とは接続しない路線になった。この両線も青い森鉄道に経営移管されるのではという見方も一部にあったが、JR東日本は同社の路線として存続させることとした。
2009年2月3日、JR東日本は「東北新幹線延伸にあわせて、津軽線・大湊線を走行するハイブリッドシステムを搭載した新型リゾートトレインを導入する」と発表したが、その中で「津軽・大湊線に導入する車両につきましては、青い森鉄道への乗り入れを計画しています」とした。その後、新型車両の名前が「リゾートあすなろ」に決定し、大湊線・津軽線と青い森鉄道線の直通運行も決定した。

### いわて銀河鉄道線との接続
いわて銀河鉄道線と盛岡 - 八戸間で相互直通運転を実施しているが、2010年12月4日の青森開業以前と比べて直通列車の本数は減便された。小鳥谷・二戸 - 八戸・青森間の直通列車も設定された。朝6時半小鳥谷発の列車は、八戸から八戸線に乗り入れ鮫まで運行されていた。

## イベント
- 郷土料理を食べながらトークリレー（2011年に開催）
- 青い森鉄道まつり（2011年10月16日、伊藤桃がゲストで出演）